# Charles Farrar Browne
Charles Farrar Browne, nato Charles Farrar Brown e conosciuto con lo pseudonimo di Artemus Ward (Waterford, 1834 – Southampton, 1867), è stato un umorista statunitense.
Il suo umorismo si basò quasi unicamente su evidenti errori di ortografia e giochi di parole. Dopo aver girato gli USA come conferenziere dal 1861 al 1866 divenne collaboratore della rivista Punch a Londra.
La maggior parte delle sue opere fu pubblicata post mortem.